# 冠婚葬祭入門
『冠婚葬祭入門』（かんこんそうさいにゅうもん）は、1971年4月4日から同年9月26日までTBSの日曜21時台で放送されていたテレビドラマ。カラー作品。30分番組。全11回。
塩月弥栄子のベストセラーとなった原作をドラマ化。雑誌記者の松野みどりと建築技師の速水五郎が結ばれるまでをコミカルに描く。野球中継（当時の枠は20:00 - 21:26）やボクシング中継などで本放送が休止になることが多く、1か月に1回しか放送されなかった時期もあった。

## スタッフ
- 脚本：宮川一郎
- 監督：今井雄五郎

## キャスト
- 松野みどり：武原英子
- 速水五郎：中山仁
- 五郎の弟、八郎：佐々木剛
- みどりの母：沢村貞子
- 榊原夫人：志賀真津子
- あかね：京春上
- 益田喜頓
- 他

## 放送リスト
| 回 | 放送日 （1971年） | サブタイトル     |
| -- | ----------------- | ---------------- |
| 1  | 4月4日            | 第一章お見合い   |
| 2  | 4月11日           | 第二章交際       |
| 3  | 5月2日            | 第三章訪門       |
| 4  | 6月13日           | 第四章慶事と弔事 |
| 5  | 6月27日           | 第五章初恋       |
| 6  | 7月11日           | 第六章お盆のころ |
| 7  | 8月8日            | 第七章祝い帯     |
| 8  | 8月15日           | 第八章銀婚式     |
| 9  | 8月29日           | 第九章転勤       |
| 10 | 9月12日           | 第十章求婚       |
| 11 | 9月26日           | 第十一章結婚     |

| TBS系列 日曜21時台前半枠 | TBS系列 日曜21時台前半枠 | TBS系列 日曜21時台前半枠 |
| 前番組                   | 番組名                   | 次番組                   |
| ------------------------ | ------------------------ | ------------------------ |
| 恋愛術入門               | 冠婚葬祭入門             | 夕陽カ丘三号館           |